# 클로드 랑슬로
클로드 랑슬로(프랑스어: Claude Lancelot, 1615년 경 ∼ 1695년)는 프랑스의 얀선파 수도자이자 문헌학자, 프랑스 문법가이다.
포르루아얄 학파의 창시자 중 한 사람으로 ≪새로운 라틴어 학습법≫, ≪새로운 그리스어 학습법≫, ≪새로운 이탈리아어와 스페인어 학습법≫ 등 언어를 배우는 새로운 방법에 관한 여러 권의 책을 저술했다. 랑슬로는 얀선파에 대한 박해가 시작되자 생시랑 수도원에 은둔했다가 1680년 캥페를레 수도원에 유폐되어 그곳에서 생을 마쳤다. 아벨 에르망이 언어 시평을 쓸 때 랑슬로라는 가명을 사용했다.